# Список эпизодов телесериала «Булл»
Список эпизодов телесериала «Булл», премьера которого состоялась на канале CBS 20 сентября 2016 года.

## Обзор сезонов
| Сезон | Сезон | Эпизоды | Дата показа      | Дата показа | Рейтинг Нильсона | Рейтинг Нильсона       |
| Сезон | Сезон | Эпизоды | Премьера         | Финал       | Ранк             | Зрители США (миллионы) |
| ----- | ----- | ------- | ---------------- | ----------- | ---------------- | ---------------------- |
|       | 1     | 23      | 20 сентября 2016 | 23 мая 2017 | 5                | 15.21                  |
|       | 2     | 22      | 26 сентября 2017 | 8 мая 2018  | 8                | 14.37                  |
|       | 3     | 22      | 24 сентября 2018 | 13 мая 2019 | 16               | 10,98                  |
|       | 4     | 20      | 23 сентября 2019 | 4 мая 2020  | 14               | 10.60                  |
|       | 5     | 16      | 16 ноября 2020   | 17 мая 2021 | 16               | 8.59                   |
|       | 6     | 22      | 7 октября 2021   | 26 мая 2022 | 22               | 7.37                   |

## Эпизоды

### Сезон 1 (2016 - 2017)
| № общий | № в сезоне | Название                                           | Режиссёр          | Автор сценария              | Дата премьеры    | Произв. код | Зрители в США (млн) |
| --- | ---------- | -------------------------------------------------- | ----------------- | --------------------------- | ---------------- | ----------- | ------------------- |
| 1 | 1          | «The Necklace» «Ожерелье»                          | Родриго Гарсиа    | Фил Макгроу & Пол Аттанасио | 20 сентября 2016 | 101         | 15.56               |
| Доктор Джейсон Булл, блестящий, дерзкий основатель плодовитой консалтинговой фирмы по судебным разбирательствам, сочетает психологию, человеческую интуицию и высокотехнологичные данные для создания выигрышных стратегий, которые дают высокие ставки в пользу своих клиентов.                                                              |            |                                                    |                   |                             |                  |             |                     |
| 2 | 2          | «The Woman in 8D» «Женщина с места 8D»             | Дуглас Арниокоски | Дэвид Уилкок & Марк Гоффман | 27 сентября 2016 | 102         | 13.61               |
| Команда должна сформулировать новую стратегию защиты, когда они обнаружат, что у присяжных есть подсознательное гендерное предубеждение по отношению к их клиенту, женщине-пилоту, обвиненной в халатности после того, как один из ее рейсов потерпел крушение.                                                                               |            |                                                    |                   |                             |                  |             |                     |
| 3 | 3          | «Unambiguous» «Недвусмысленный»                    | Джан Элиасберг    | Крэйг Шапиро & Лиза Крюгер  | 11 октября 2016  | 103         | 13.00               |
| Булл и его команда борются с предвзятостью присяжных в отношении своей клиентки, женщины, находящейся под судом за убийство звездного спортсмена, которого она публично обвинила в нападении на нее. Кроме того, это дело ставит Бенни лицом к лицу с его бывшей женой Амандой, коллегой-адвокатом, которою он не видел с момента их разрыва. |            |                                                    |                   |                             |                  |             |                     |
| 4 | 4          | «Callisto» «Каллисто»                              | Дэннис Смит       | Джесси Штерн                | 18 октября 2016  | 104         | 12.29               |
| 5 | 5          | «Just Tell the Truth» «Просто скажи правду»        | Питер Уэрнер      | Коул Мэлиска                | 25 октября 2016  | 105         | 11.61               |
| 6 | 6          | «Bedside Manner» «Врачебный такт»                  | Неизвестно        | Неизвестно                  | 15 ноября 2016   | 106         | 11.87               |
| 7 | 7          | «Never Saw the Sign» «Не заметил знак»             | Неизвестно        | Неизвестно                  | 22 ноября 2016   | 107         | 10.87               |
| 8 | 8          | «Too Perfect» «Слишком идеальна»                   | Неизвестно        | Неизвестно                  | 6 декабря 2016   | 108         | 11.68               |
| 9 | 9          | «Light My Fire» «Зажги мой огонь»                  | Неизвестно        | Неизвестно                  | 13 декабря 2016  | 109         | 11.61               |
| 10 | 10         | «E.J.» «И. Джей»                                   | Неизвестно        | Неизвестно                  | 3 января 2017    | 110         | 11.30               |
| 11 | 11         | «Teacher's Pet» «Любимец учителя»                  | Неизвестно        | Неизвестно                  | 17 января 2017   | 111         | 11.11               |
| 12 | 12         | «Stockholm Syndrome» «Стокгольмский синдром»       | Неизвестно        | Неизвестно                  | 24 января 2017   | 112         | 11.17               |
| 13 | 13         | «The Fall» «Падение»                               | Неизвестно        | Неизвестно                  | 7 февраля 2017   | 113         | 10.78               |
| 14 | 14         | «It's Classified» «Это засекречено»                | Неизвестно        | Неизвестно                  | 14 февраля 2017  | 114         | 10.64               |
| 15 | 15         | «What's Your Number?» «Какой у тебя номер?»        | Неизвестно        | Неизвестно                  | 21 февраля 2017  | 115         | 10.66               |
| 16 | 16         | «Free Fall» «Свободное падение»                    | Неизвестно        | Неизвестно                  | 7 марта 2017     | 116         | 10.39               |
| 17 | 17         | «Name Game» «Именная игра»                         | Неизвестно        | Неизвестно                  | 28 марта 2017    | 117         | 10.90               |
| 18 | 18         | «Dressed to Kill» «Разодетый в пух и прах»         | Неизвестно        | Неизвестно                  | 4 апреля 2017    | 118         | 11.13               |
| 19 | 19         | «Bring It On» «Добейся успеха»                     | Неизвестно        | Неизвестно                  | 18 апреля 2017   | 119         | 10.32               |
| 20 | 20         | «Make Me» «Заставь меня»                           | Неизвестно        | Неизвестно                  | 2 мая 2017       | 120         | 10.83               |
| 21 | 21         | «How to Dodge a Bullet» «Как увернуться от пули»   | Неизвестно        | Неизвестно                  | 9 мая 2017       | 121         | 11.03               |
| 22 | 22         | «Dirty Little Secrets» «Грязные маленькие секреты» | Неизвестно        | Неизвестно                  | 16 мая 2017      | 122         | 10.97               |
| 23 | 23         | «Benevolent Deception» «Доброжелательный обман»    | Неизвестно        | Неизвестно                  | 23 мая 2017      | 123         | 8.54                |

### Сезон 2 (2017 - 2018)
| № общий | № в сезоне | Название                                                          | Режиссёр   | Автор сценария | Дата премьеры    | Произв. код | Зрители в США (млн) |
| ------- | ---------- | ----------------------------------------------------------------- | ---------- | -------------- | ---------------- | ----------- | ------------------- |
| 24      | 1          | «School for Scandal» «Школа скандалов»                            | Неизвестно | Неизвестно     | 26 сентября 2017 | 201         | 10.06               |
| 25      | 2          | «Already Gone» «Уже ушло»                                         | Неизвестно | Неизвестно     | 3 октября 2017   | 202         | 10.79               |
| 26      | 3          | «A Business of Favors» «Бизнес благосклонности»                   | Неизвестно | Неизвестно     | 10 октября 2017  | 203         | 11.26               |
| 27      | 4          | «The Illusion of Control» «Иллюзия контроля»                      | Неизвестно | Неизвестно     | 17 октября 2017  | 204         | 10.49               |
| 28      | 5          | «Play the Hand You're Dealt» «Играй на руку, с которой работаешь» | Неизвестно | Неизвестно     | 24 октября 2017  | 205         | 10.70               |
| 29      | 6          | «The Exception to the Rule» «Исключение из правила»               | Неизвестно | Неизвестно     | 31 октября 2017  | 206         | 9.63                |
| 30      | 7          | «No Good Deed» «Нет добрых дел»                                   | Неизвестно | Неизвестно     | 7 ноября 2017    | 207         | 10.77               |
| 31      | 8          | «The Devil, The Detail» «Деталь дьявола»                          | Неизвестно | Неизвестно     | 14 ноября 2017   | 208         | 10.34               |
| 32      | 9          | «Thanksgiving» «День благодарения»                                | Неизвестно | Неизвестно     | 21 ноября 2017   | 209         | 8.98                |
| 33      | 10         | «Home for the Holidays» «Дом для праздников»                      | Неизвестно | Неизвестно     | 12 декабря 2017  | 210         | 10.86               |
| 34      | 11         | «Survival Instincts» «Инстинкты выживания»                        | Неизвестно | Неизвестно     | 2 января 2018    | 211         | 11.17               |
| 35      | 12         | «Grey Areas» «Серые районы»                                       | Неизвестно | Неизвестно     | 9 января 2018    | 212         | 10.50               |
| 36      | 13         | «Kill Shot» «Смертельный выстрел»                                 | Неизвестно | Неизвестно     | 23 января 2018   | 213         | 11.08               |
| 37      | 14         | «Keep Your Friends Close» «Держи друзей близко»                   | Неизвестно | Неизвестно     | 6 февраля 2018   | 214         | 10.90               |
| 38      | 15         | «Witness for the Prosecution» «Свидетель обвинения»               | Неизвестно | Неизвестно     | 27 февраля 2018  | 215         | 10.70               |
| 39      | 16         | «Absolution» «Абсолют»                                            | Неизвестно | Неизвестно     | 6 марта 2018     | 216         | 10.11               |
| 40      | 17         | «Gag Order» «Кляп порядка»                                        | Неизвестно | Неизвестно     | 13 марта 2018    | 217         | 10.64               |
| 41      | 18         | «Bad Medicine» «Плохая медицина»                                  | Неизвестно | Неизвестно     | 27 марта 2018    | 218         | 10.65               |
| 42      | 19         | «A Redemption» «Искупление»                                       | Неизвестно | Неизвестно     | 3 апреля 2018    | 219         | 11.02               |
| 43      | 20         | «Justified» «Обосновано»                                          | Неизвестно | Неизвестно     | 17 апреля 2018   | 220         | 10.83               |
| 44      | 21         | «Reckless» «Безрассудный»                                         | Неизвестно | Неизвестно     | 1 мая 2018       | 221         | 10.37               |
| 45      | 22         | «Death Sentence» «Смертный приговор»                              | Неизвестно | Неизвестно     | 8 мая 2018       | 222         | 11.76               |

### Сезон 3 (2018 - 2019)
| № общий | № в сезоне | Название                                              | Режиссёр   | Автор сценария | Дата премьеры    | Произв. код | Зрители в США (млн) |
| ------- | ---------- | ----------------------------------------------------- | ---------- | -------------- | ---------------- | ----------- | ------------------- |
| 46      | 1          | «The Ground Beneath Their Feet» «Земля под ногами»    | Неизвестно | Неизвестно     | 24 сентября 2018 | 301         | 7.33                |
| 47      | 2          | «Jury Duty» «Жюри обязанный»                          | Неизвестно | Неизвестно     | 1 октября 2018   | 302         | 6.74                |
| 48      | 3          | «Excessive Force» «Чрезмерная сила»                   | Неизвестно | Неизвестно     | 8 октября 2018   | 303         | 6.52                |
| 49      | 4          | «Justice for Cable» «Правосудие за кабель»            | Неизвестно | Неизвестно     | 15 октября 2018  | 304         | 6.48                |
| 50      | 5          | «The Missing Piece» «Пропавший кусок»                 | Неизвестно | Неизвестно     | 22 октября 2018  | 305         | 6.76                |
| 51      | 6          | «Fool Me Twice» «Обмани меня дважды»                  | Неизвестно | Неизвестно     | 29 октября 2018  | 306         | 7.23                |
| 52      | 7          | «A Girl Without Feelings» «Девушка без чувств»        | Неизвестно | Неизвестно     | 5 ноября 2018    | 307         | 6.43                |
| 53      | 8          | «But for the Grace» «Ради благодати»                  | Неизвестно | Неизвестно     | 12 ноября 2018   | 308         | 6.50                |
| 54      | 9          | «Separation» «Разделение»                             | Неизвестно | Неизвестно     | 3 декабря 2018   | 309         | 6.59                |
| 55      | 10         | «A Higher Law» «Высший закон»                         | Неизвестно | Неизвестно     | 10 декабря 2018  | 310         | 7.37                |
| 56      | 11         | «Separate Together» «Отдельно вместе»                 | Неизвестно | Неизвестно     | 14 января 2019   | 311         | 7.09                |
| 57      | 12         | «Split Hairs» «Спор о мелочах»                        | Неизвестно | Неизвестно     | 21 января 2019   | 312         | 6.70                |
| 58      | 13         | «Prior Bad Acts» «Предыдущие плохие действия»         | Неизвестно | Неизвестно     | 4 февраля 2019   | 313         | 6.34                |
| 59      | 14         | «Leave It All Behind» «Оставь все это позади»         | Неизвестно | Неизвестно     | 11 февраля 2019  | 314         | 6.25                |
| 60      | 15         | «Security Fraud» «Мошенничество в сфере безопасности» | Неизвестно | Неизвестно     | 18 февраля 2019  | 315         | 6.80                |
| 61      | 16         | «Forfeiture» «Конфискация»                            | Неизвестно | Неизвестно     | 25 февраля 2019  | 316         | 6.72                |
| 62      | 17         | «Parental Guidance» «Родительское руководство»        | Неизвестно | Неизвестно     | 18 марта 2019    | 317         | 6.41                |
| 63      | 18         | «Don't Say a Word» «Не говори ни слова»               | Неизвестно | Неизвестно     | 1 апреля 2019    | 318         | 6.78                |
| 64      | 19         | «Bounty» «Баунти»                                     | Неизвестно | Неизвестно     | 15 апреля 2019   | 319         | 6.66                |
| 65      | 20         | «The Good One» «Хороший»                              | Неизвестно | Неизвестно     | 29 апреля 2019   | 320         | 6.45                |
| 66      | 21         | «When the Rains Came» «Когда шли дожди»               | Неизвестно | Неизвестно     | 6 мая 2019       | 321         | 6.21                |
| 67      | 22         | «Pillar of Salt» «Столп соли»                         | Неизвестно | Неизвестно     | 13 мая 2019      | 322         | 7.19                |

### Сезон 4 (2019 - 2020)
| № общий | № в сезоне | Название                                         | Режиссёр    | Автор сценария     | Дата премьеры    | Произв. код | Зрители в США (млн) |
| --- | ---------- | ------------------------------------------------ | ----------- | ------------------ | ---------------- | ----------- | ------------------- |
| 68 | 1          | «Labor Days» «День труда»                        | Бетани Руни | Гленн Гордон Карон | 23 сентября 2019 | 401         | 6.42                |
| Булл готовится стань отцом, его работа в фирме страдает без его главного адвоката, Бенни ушел в ответ на воссоединение Булла с его бывшей женой и сестрой Бенни, Изабеллой. Кроме того, команда сталкивается с непростыми временами в суде, поскольку они защищают молодого бармена на суде за непредумышленное убийство. |            |                                                  |             |                    |                  |             |                     |
| 69 | 2          | «Fantastica Voyage» «Фантастическое путешествие» | Неизвестно  | Неизвестно         | 30 сентября 2019 | 402         | 5.90                |
| 70 | 3          | «Rectify» «Исправить»                            | Неизвестно  | Неизвестно         | 7 октября 2019   | 403         | 6.12                |
| 71 | 4          | «Her Own Two Feet» «Две ее ноги»                 | Неизвестно  | Неизвестно         | 14 октября 2019  | 404         | 5.83                |
| 72 | 5          | «Billboard Justice» «Рекламный щит правосудия»   | Неизвестно  | Неизвестно         | 21 октября 2019  | 405         | 6.15                |
| 73 | 6          | «Into the Mystic» «В мистику»                    | Неизвестно  | Неизвестно         | 28 октября 2019  | 406         | 6.66                |
| 74 | 7          | «Doctor Killer» «Убийца доктор»                  | Неизвестно  | Неизвестно         | 4 ноября 2019    | 407         | 5.73                |
| 75 | 8          | «Safe And Sound» «Целый и невредимый»            | Неизвестно  | Неизвестно         | 18 ноября 2019   | 408         | 5.78                |
| 76 | 9          | «The Flying Carpet» «Летящий ковер»              | Неизвестно  | Неизвестно         | 25 ноября 2019   | 409         | 6.03                |
| 77 | 10         | «Imminent Danger» «Неизбежная опасность»         | Неизвестно  | Неизвестно         | 16 декабря 2019  | 410         | 6.42                |
| 78 | 11         | «Look Back in Anger» «Оглянись в гневе»          | Неизвестно  | Неизвестно         | 6 января 2020    | 411         | 6.19                |
| 79 | 12         | «Behind The Ivy» «За плющом»                     | Неизвестно  | Неизвестно         | 20 января 2020   | 412         | 6.05                |
| 80 | 13         | «Child Of Mine» «Мое дитя»                       | Неизвестно  | Неизвестно         | 3 февраля 2020   | 413         | 6.47                |
| 81 | 14         | «Quid Pro Quo» «Услуга за услугу»                | Неизвестно  | Неизвестно         | 10 февраля 2020  | 414         | 6.31                |
| 82 | 15         | «Flesh and Blood» «Плоть и кровь»                | Неизвестно  | Неизвестно         | 17 февраля 2020  | 415         | 6.22                |
| 83 | 16         | «Missing» «Отсутствует»                          | Неизвестно  | Неизвестно         | 9 марта 2020     | 416         | 6.31                |
| 84 | 17         | «The Invisible Woman» «Женщина-невидимка»        | Неизвестно  | Неизвестно         | 16 марта 2020    | 417         | 7.11                |
| 85 | 18         | «Off the Rails» «Сошедший с рельсов»             | Неизвестно  | Неизвестно         | 6 апреля 2020    | 418         | 7.16                |
| Снежным вечером машинист пилота проезжает на зелёный сигнал семафора, но врезается в стоящий впереди другой состав, отчего погибают четверо пассажиров. Машинист приходит в себя от полученных ранений, ничего не помня об инциденте. Компания Булла берётся за дело, защищая его от обвинений жд компании, заявляющей об ошибке работника. Дэнни берёт подтверждающие их правоту показания у машиниста другого поезда, но суд исключает свидетеля. Тогда Тейлор находит в записях технического обслуживания жд инфраструктуры аномально частые неисправности о периодически неверных сигналах семафора.   |            |                                                  |             |                    |                  |             |                     |
| 86 | 19         | «The Sovereigns» «Суверены»                      | Неизвестно  | Неизвестно         | 13 апреля 2020   | 419         | 7.34                |
| Судью-идеалиста арестовывают за препятствие действиям агентам ФБР, когда они появляются в зале суда для ареста свидетеля: судья позволил ей выйти из зала суда для встречи с адвокатами перед своим арестом. ФБР настаивает на своём праве арестовывать любого за федеральное преступление, а судья оспаривает тем, что свидетелям процесса не должны угрожать силовые агентства. Команда Булла должна подобрать присяжных, которые видят не только букву, но и смысл закона, однако несмотря на усилия юристов заседатели признают судью виновной. Булл же обращается к действующему судье для апелляции. |            |                                                  |             |                    |                  |             |                     |
| 87 | 20         | «Wrecked» «Разрушенный»                          | Неизвестно  | Неизвестно         | 4 мая 2020       | 420         | 6.87                |
| Тейлор гуляет ночью со своей давней подругой Кэролайн и последнюю на пустой дороге сбивает Ламборджини. Кэролайн умирает, оставляя своего 12-летнего сына сиротой и право опеки Тейлор. Она подаёт от имени ребёнка в суд и компания Булла пытается доказать, что автомашиной управляла не дочь иностранного дипломата, имеющая неприкосновенность, а выгораживаемая ею подруга, которая должна понести наказание за непреднамеренное убийство в ходе ДТП. |            |                                                  |             |                    |                  |             |                     |

### Сезон 5 (2020 - 2021)
| № общий | № в сезоне | Название                                 | Режиссёр           | Автор сценария                      | Дата премьеры   | Зрители в США (млн) |
| --- | ---------- | ---------------------------------------- | ------------------ | ----------------------------------- | --------------- | ------------------- |
| 88 | 1          | «Моя корона» «My Corona»                 | Гленн Гордон Карон | Гленн Гордон Карон                  | 16 ноября 2020  | 4.47                |
| В разгар пандемии коронавируса суды США закрываются, а компания Булла находится без работы. Отчаянно нуждаясь в средствах, Булл берётся за дело об обработке персональных данных недобросовестной фирмой, наносящей ущерб людям. К концу судебного процесса Булл просыпается в своей кровати, понимая, что это было бредом его воспалённого сознания от приступа болезни. В это же время к нему заходит Бенни с новостью, что суды открываются и можно работать как обычно, лишь соблюдая масочный режим в зале суда. |            |                                          |                    |                                     |                 |                     |
| 89 | 2          | «Великое путешествие» «The Great Divide» | Майкл Уэзерли      | Памела Дж. Уэкслер                  | 23 ноября 2020  | 4.67                |
| Чанк соглашается защищать девушку, которую обвиняют в непреднамеренной смерти её подруги вследствие обрушения крыши дома, где они незаконно проживали. В то же время его коллега Бенни взялся представлять истицу, предвзято настроенную мать погибшей. У TAC конфликт интересов, однако суд соглашается, чтобы те представляли обе стороны процесса. В итоге присяжные признают обвиняемую виновной, но присуждают вылату в 1 доллар. В конце серии Бенни получает предложение баллотироваться на должность окружного прокурора Нью-Йорка. |            |                                          |                    |                                     |                 |                     |
| 90 | 3          | «Побег из тюрьмы» «Prison Break»         | Эрик Штольц        | Николь Миллард & Кэтрин Прайс       | 30 ноября 2020  | 4.90                |
| При перевозке заключённой фургон съезжает с дороги и останавливается, а заключённая сбегает в заросли. Один из тюремных охранников неприцельно стреляет и убивает коллегу, обвинив преступницу в побеге, завладении оружием и убийстве. Команда Булла должна доказать её невиновность и преступные намерения представителя власти. |            |                                          |                    |                                     |                 |                     |
| 91 | 4          | «Экс-Фактор» «The Ex Factor»             | Дэн Лернер         | Марисса Маттео & Гленн Гордон Карон | 14 декабря 2020 | 5.14                |
| Маррису из TAC ранним утром субботы будят агенты ФБР и забрав в офис арестовывают по обвинению в соучастии наркоторговле и отмыванию денег. Доля в ресторане её супруга, с которым они в процессе развода, в кризисный период была продана третьему лицу, который использовал их семейное предприятие в грязном бизнесе. Булл советует коллеге быть перед судом совершенно честной, даже если это сильно затронет интересы мужа. При даче показаний Марриса убеждена, что он скорее всего знал об отмывании денег и супруг решает не продолжать участие в заседании. На следующий день прокурор снимает обвинения, сообщив, что супруг пошёл на сделку и Марриса не причастна. Булл с бывшей супругой снова делают друг другу предложения о новом браке. |            |                                          |                    |                                     |                 |                     |
| 92 | 5          | «Fallen Idols»                           | Неизвестно         | Неизвестно                          | 4 января 2021   | 5.62                |
| 93 | 6          | «To Save a Life»                         | Неизвестно         | Неизвестно                          | 18 января 2021  | 4.68                |
| 94 | 7          | «The Head Of The Goat»                   | Неизвестно         | Неизвестно                          | 25 января 2021  | 5.38                |
| 95 | 8          | «Cloak And Beaker»                       | Неизвестно         | Неизвестно                          | 8 февраля 2021  | 5.22                |
| 96 | 9          | «The Bad Client»                         | Неизвестно         | Неизвестно                          | 22 февраля 2021 | 5.11                |
| 97 | 10         | «The Boy Who Cried Murder»               | Неизвестно         | Неизвестно                          | 15 марта 2021   | 5.12                |
| 98 | 11         | «Truth and Reconciliation»               | Неизвестно         | Неизвестно                          | 12 апреля 2021  | 5.12                |
| 99 | 12         | «Evidence to the Contrary»               | Неизвестно         | Неизвестно                          | 19 апреля 2021  | 4.69                |
| 100 | 13         | «Law of the Jungle»                      | Неизвестно         | Неизвестно                          | 26 апреля 2021  | 5.02                |
| 101 | 14         | «Under the Influence»                    | Неизвестно         | Неизвестно                          | 3 мая 2021      | 5.57                |
| 102 | 15         | «Snatchback»                             | Неизвестно         | Неизвестно                          | 10 мая 2021     | 4.93                |
| 103 | 16         | «A Friend in Need»                       | Неизвестно         | Неизвестно                          | 17 мая 2021     | 5.08                |

### Сезон 6 (2021 - 2022)
| № общий | № в сезоне | Название                                     | Режиссёр      | Автор сценария                | Дата премьеры   | Произв. код | Зрители в США (млн) |
| --- | ---------- | -------------------------------------------- | ------------- | ----------------------------- | --------------- | ----------- | ------------------- |
| 104 | 1          | «Ушедший» «Gone»                             | Эрик Штольц   | Николь Миллард & Кэтрин Прайс | 7 октября 2021  | 601         | 4.18                |
| Булл и команда должны использовать весь свой коллективный опыт, чтобы найти похищенную дочь Булла, и похититель предупреждает их не обращаться в полицию. По мере того как Булл работает над созданием самого важного психологического профиля своей жизни, он начинает подозревать, что похититель - это кто-то, связанный с его прошлым. |            |                                              |               |                               |                 |             |                     |
| 105 | 2          | «Шпионаж» «Espionage»                        | Майкл Уэзерли | Том Зенгиорги                 | 14 октября 2021 | 602         | 3.83                |
| 106 | 3          | «Бык уничтожен» «Bull Undone»                | Неизвестно    | Неизвестно                    | 21 октября 2021 | 603         | 3.81                |
| 107 | 4          | «Берегите свои зубы» «Uneasy Lies The Crown» | Неизвестно    | Неизвестно                    | 28 октября 2021 | 604         | 4.32                |
| 108 | 5          | «King Bull»                                  | Неизвестно    | Неизвестно                    | 4 ноября 2021   | 605         | 4.54                |
| 109 | 6          | «Better Angels»                              | Неизвестно    | Неизвестно                    | 11 ноября 2021  | 606         | 4.10                |
| 110 | 7          | «Confidence Man»                             | Неизвестно    | Неизвестно                    | 2 декабря 2021  | 607         | 4.13                |
| 111 | 8          | «Snowed In»                                  | Неизвестно    | Неизвестно                    | 9 декабря 2021  | 608         | 3.97                |
| 112 | 9          | «False Positive»                             | Неизвестно    | Неизвестно                    | 6 января 2022   | 609         | 4.76                |
| 113 | 10         | «Frontotemporal»                             | Неизвестно    | Неизвестно                    | 13 января 2022  | 610         | 4.68                |
| 114 | 11         | «Family Matters»                             | Неизвестно    | Неизвестно                    | 20 января 2022  | 611         | 4.64                |
| 115 | 12         | «Caliban»                                    | Неизвестно    | Неизвестно                    | 24 февраля 2022 | 612         | 4.44                |
| 116 | 13         | «The Hard Right»                             | Неизвестно    | Неизвестно                    | 3 марта 2022    | 613         | 4.13                |
| 117 | 14         | «Safe Space»                                 | Неизвестно    | Неизвестно                    | 10 марта 2022   | 614         | 4.18                |
| 118 | 15         | «With These Hands»                           | Неизвестно    | Неизвестно                    | 31 марта 2022   | 615         | 4.08                |
| 119 | 16         | «The Diana Affair»                           | Неизвестно    | Неизвестно                    | 7 апреля 2022   | 616         | 3.91                |
| 120 | 17         | «Dark Horse»                                 | Неизвестно    | Неизвестно                    | 14 апреля 2022  | 617         | 4.08                |
| 121 | 18         | «The Other Shoe»                             | Неизвестно    | Неизвестно                    | 21 апреля 2022  | 618         | 4.19                |
| 122 | 19         | «Opening Up»                                 | Неизвестно    | Неизвестно                    | 28 апреля 2022  | 619         | 4.15                |
| 123 | 20         | «The Envelope, Please»                       | Неизвестно    | Неизвестно                    | 12 мая 2022     | 620         | 3.93                |
| 124 | 21         | «Silent Killer»                              | Неизвестно    | Неизвестно                    | 19 мая 2022     | 621         | 3.74                |
| 125 | 22         | «Goodbye»                                    | Неизвестно    | Неизвестно                    | 26 мая 2022     | 622         | 4.22                |